# 陈学恂
陈学恂（1913年12月18日—1991年5月9日），男，江苏江阴人，中国教育学家，曾任全国教育史研究会理事长，中国教育学会常务理事。